# Червона скрипка
«Червона скрипка» (італ. Il violino rosso, англ. The Red Violin, фр. Le Violon Rouge) — італійсько-британсько-канадський музичний мелодраматичний фільм 1998 року режисера Франсуа Жирара. Фільм розповідає про історію таємничої скрипки червоного кольору і був натхненний справжньою скрипкою Антоніо Страдіварі 1720 року, яку називають «Червоним Мендельсоном». Події в кінострічці відбуваються протягом чотирьох століть та охоплюють численних власників таємничого музичного інструменту на території п'ятьох країн.
За музику написану американським композитором Джоном Корильяно у виконанні американського скрипаля Джошуа Белла фільм був нагороджений премією «Оскар».

## Сюжет
Скрипка червоного кольору, зроблена в Кремоні в 1681 році вигаданим майстром Ніколо Бусотті (Карло Чеккі), у 1997 році має бути виставлена на аукціоні в Монреалі. Група експертів, очолювана Чарльзом Моріцем (Семюел Лірой Джексон), досліджує цю незвичайну за своїм кольором і з ідеальним звучанням старовинну скрипку, яка заледве вціліла пройшовши через різні країни і через різні руки і зазнавши складних і небезпечних пригод. Розуміючи справжню цінність скрипки, незміряну грошима, немов заворожений, Моріц намагається стати її власником …

## Ролі виконують
Кремона
- Карло Чеккі[it] — Ніколо Бусотті
- Ірена Ґраціолі[it] — Анна Бусотті
- Аніта Лауренці[it] — Ческа
- Самуель Аміньєтті — хлопчик

Відень
- Крістоф Конч[en] — Каспар Вайс
- Жан-Люк Бідо[fr] — Жорж Пуссен
- Артур Денберг — князь Мансфельд

Оксфорд
- Джейсон Флемінг[en] — Фредерік Поуп
- Грета Скаккі — Вікторія Берд
- Джошуа Белл — перший скрипаль у оркестрі

Шанхай
- Сильвія Чанг[en] — Шань Пей
- Лю Цзифен — Чоу Юань

Монреаль
- Семюел Лірой Джексон — Чарльз Моріц
- Колм Фіоре — аукціонер
- Сандра О — пані Мін
- Дон Маккеллар — Еван Вільямс
- Іреней Богаєвич[pl] — Русельський

## Нагороди
- 1998 Нагорода Токійського міжнародного кінофестивалю:
  - за найкращий художній внесок (Best Artistic Contribution Award) — Франсуа Жирар[fr]
- 1999 Премія «Геній» (Prix Génie, Канада):
  - за найкращий фільм[fr] — Нів Фішман[fr]
  - за найкраще досягнення у режисурі[fr] — Франсуа Жирар[fr]
  - за найкращий оригінальний сценарій (Best Original Screenplay) — Франсуа Жирар[fr], Дон Маккеллар[fr]
  - за найкраще досягнення в роботі артдиректора/художника-постановника (Best Achievement in Art Direction/Production Design) — Франсуа Сеґен[en]
  - за найкраще досягнення в операторській роботі (Best Achievement in Cinematography) — Ален Дості[fr]
  - за найкраще досягнення у музиці — оригінальна музика (Best Achievement in Music — Original Score) — Джон Корильяно
  - за Найкраще досягнення у дизайні костюмів (Best Achievement in Costume Design) — Рене Апріль[fr]
  - за найкраще досягнення у звуковому оформленні (Best Overall Sound) — Claude La Haye, Jo Caron, Bernard Gariépy Strobl, Hans Peter Strobl
- 2000 Премія «Оскар» Академії кінематографічних мистецтв і наук (США):
  - за найкращу музику до фільму — Джон Корильяно